# Skoczkowate (owady)
Skoczkowate, bezrąbkowate (Cicadellidae, dawniej Jassidae) – najliczniejsza rodzina małych pluskwiaków, obejmująca ponad 22 tysiące opisanych gatunków.

## Rozmieszczenie geograficzne
Występują w niemal wszystkich siedliskach z roślinami naczyniowymi, zamieszkują m.in. krzewy i trawy. Potrafią występować bardzo licznie, np. na brytyjskich łąkach ich liczebność może przekraczać milion osobników na hektar w okresie letnim.

## Morfologia
Małe (przeciętnie od 4 do 15 mm długości) pluskwiaki, zróżnicowane kolorystycznie, nieraz o jaskrawym ubarwieniu. Dwie pary skrzydeł, nieraz przezroczystych.  Na goleniach rzędy małych kolców; czułki krótkie, włosowate.

## Zachowanie
Skoczkowate (dysponujące umiejętnością skakania, ale również lotu) są przeważnie fitofagami, pobierają pokarm głównie z liści poprzez wysysanie soków. Często bywają monofagami. Rośliny żywicielskie są przez nie uszkadzane w drodze kilku mechanizmów, co skutkuje m.in. zmniejszeniem ilości soku lub chlorofilu, chorobami, zahamowaniem wzrostu, czy zwijaniem liści.
Składają jaja wewnątrz tkanek roślin, niektóre gatunki pokrywają jaja brochosomami; występuje pięć stadiów larwalnych; pojawiają się dwa lub więcej pokoleń rocznie, osobniki dorosłe żyją dwa lub więcej miesięcy. Naturalnymi wrogami skoczkowatych są m.in. modliszki, ważki, pasożytnicze osy.

## Systematyka
Takson został opisany w 1825 roku przez Pierre’a-André Latreille’a w dziele Familles naturelles du règne animal: exposées succinctement et dans un ordre analytique, avec l'indication de leurs genres. Skoczkowate, tradycyjnie zaliczane do pluskwiaków równoskrzydłych, to największa rodzina pluskwiaków oraz jedna z największych rodzin owadów (na 10. miejscu), obejmuje ponad 22 tysiące opisanych gatunków. Rodzina należy do taksonów bardzo zróżnicowanych. W wyniku badań morfologicznych i molekularnych z początku XXI wieku liczba podrodzin skoczkowatych uległa redukcji z 40 do 25. Największa podrodzina skoczkowatych to Deltocephalinae, obejmująca 38 plemion, 923 rodzaje i 6683 uznanych gatunków (stan na 2013 rok).
Rodzaj typowy skoczkowatych to Cicadella, a gatunek typowy tegoż rodzaju to Cicadella viridis.
Podrodziny (klasyfikacja Paula Wilsona Omana):
- Acostemminae(inne języki)
- Adelungiinae(inne języki)
- Agalliinae(inne języki)
- Aphrodinae(inne języki)
- Arrugadinae(inne języki)
- Austroagalloidinae(inne języki)
- Bythoniinae(inne języki)
- Cicadellinae(inne języki)
- Coelidiinae(inne języki)
- Deltocephalinae(inne języki)
- Drakensbergeninae(inne języki)
- Errhomeninae(inne języki)
- Euacanthellinae(inne języki)
- Eupelicinae(inne języki) (traktowane jako młodszy synonim Deltocephalinae)[17]
- Eurymelinae(inne języki)
- Evacanthinae(inne języki)
- Evansiolinae(inne języki)
- Hylicinae(inne języki)
- Iassinae(inne języki)
- Idiocerinae(inne języki)
- Koebeliinae (traktowane jako synonim Deltocephalinae)[18]
- Ledrinae(inne języki)
- Macropsinae(inne języki)
- Makilingiinae (traktowane jako synonim Mileewinae)[19]
- Megophthalminae(inne języki)
- Mileewinae(inne języki)
- Mukariinae(inne języki)
- Neobalinae(inne języki)
- Neocoelidiinae(inne języki)
- Nioniinae(inne języki)
- Nirvaninae(inne języki) (traktowane jako młodszy synonim Evacanthinae)[17]
- Penthimiinae(inne języki) (traktowane jako synonim Deltocephalinae)[17]
- Phereurhininae(inne języki)
- Phlogisinae (traktowane jako synonim Signoretiinae)[20]
- Scarinae (traktowane jako synonim Gyponinae(inne języki))[17]
- Selenocephalinae(inne języki)
- Signoretiinae(inne języki)
- Stegelytrinae(inne języki)
- Tartessinae(inne języki)
- Tinterominae (traktowane jako synonim Mileewinae)[19]
- Typhlocybinae(inne języki)
- Ulopinae(inne języki)
- Xestocephalinae(inne języki)

## Galeria

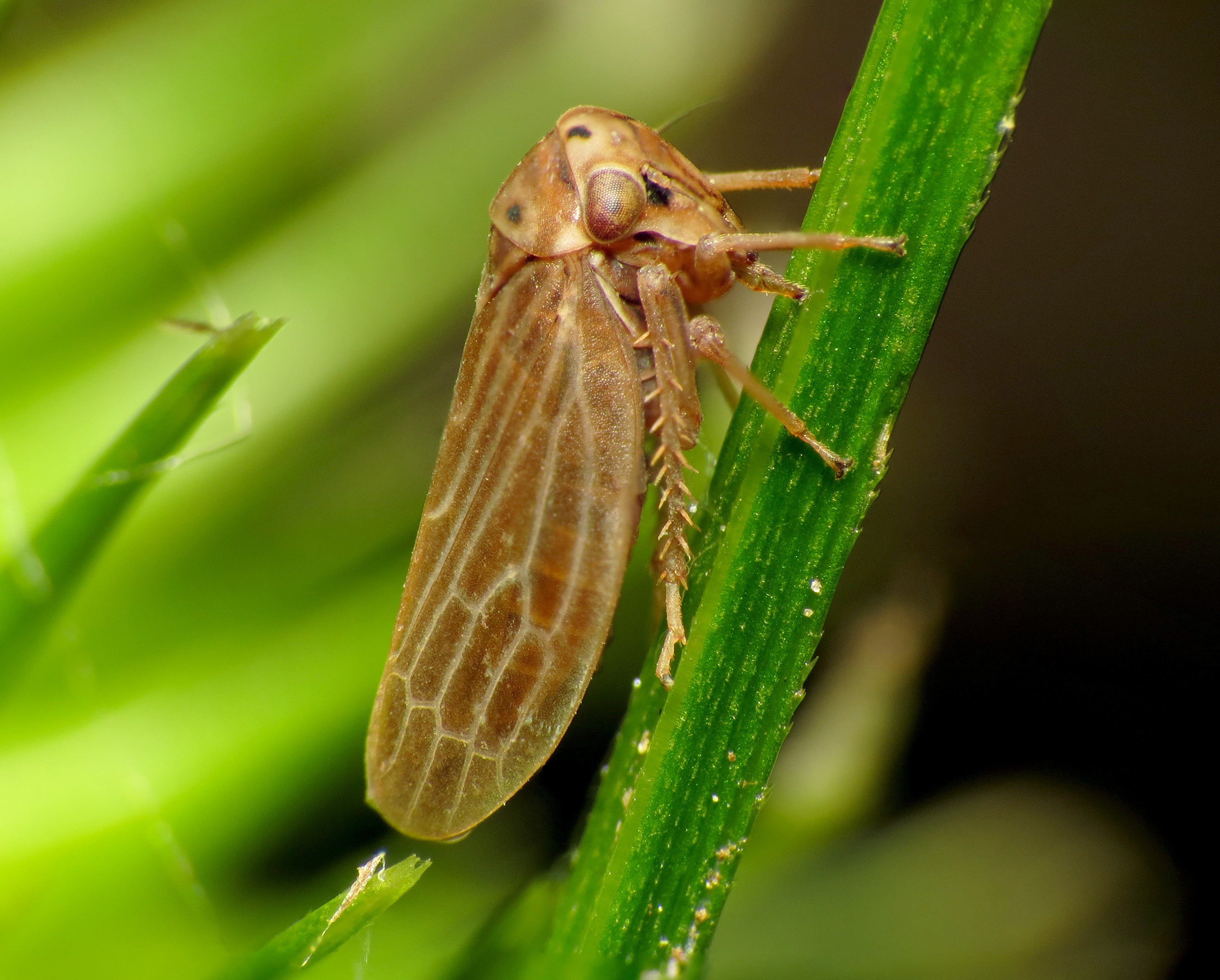
Agallia quadripunctata, USA (Agalliinae)
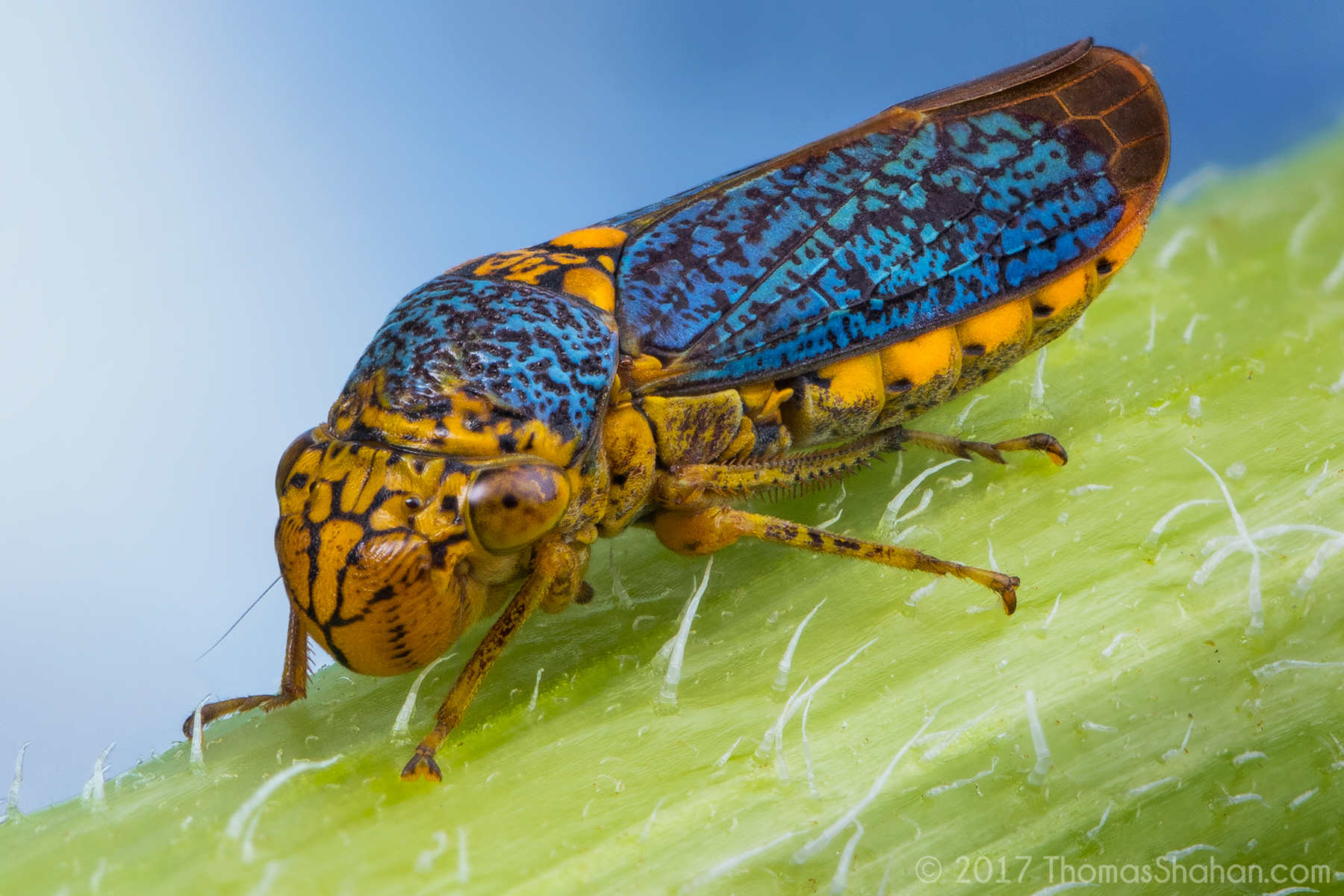
Oncometopia orbona (Cicadellinae)
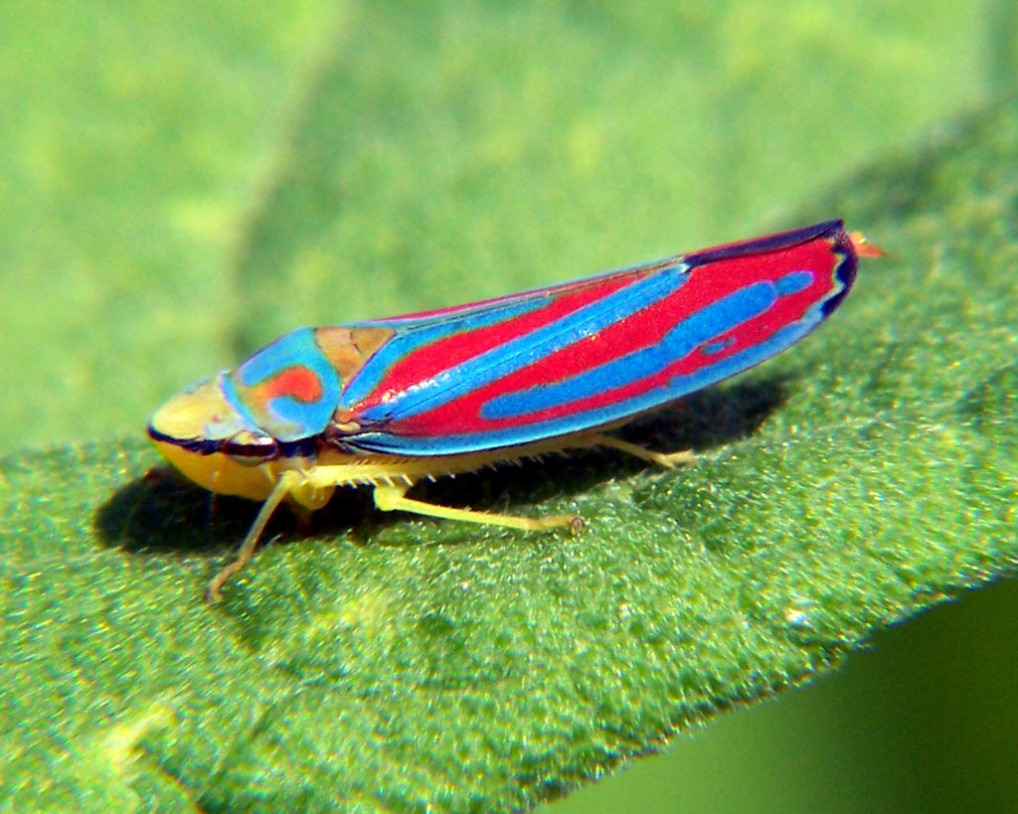
Graphocephala coccinea, USA (Cicadellinae)
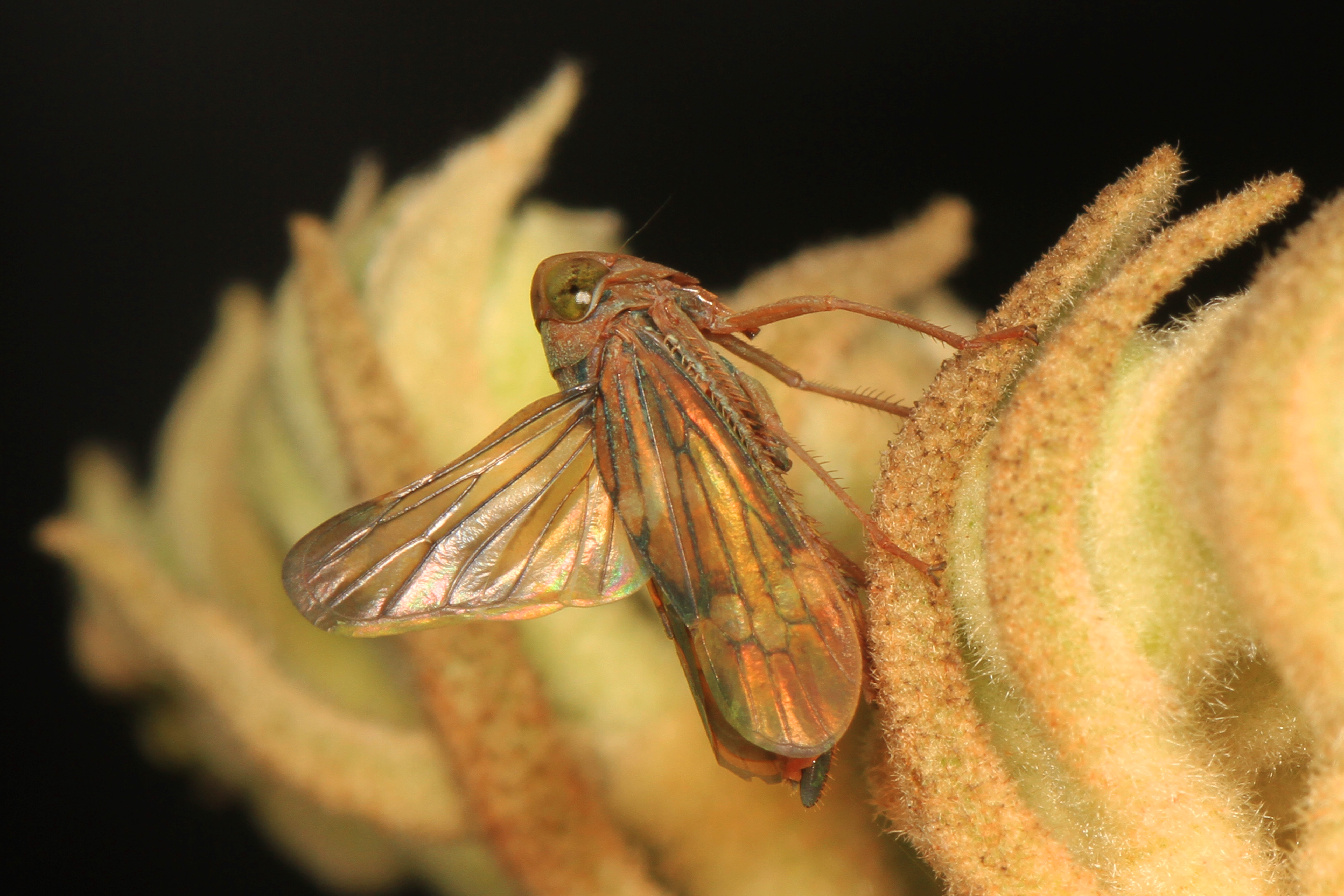
Coelidia olitoria, USA (Coelidiinae)
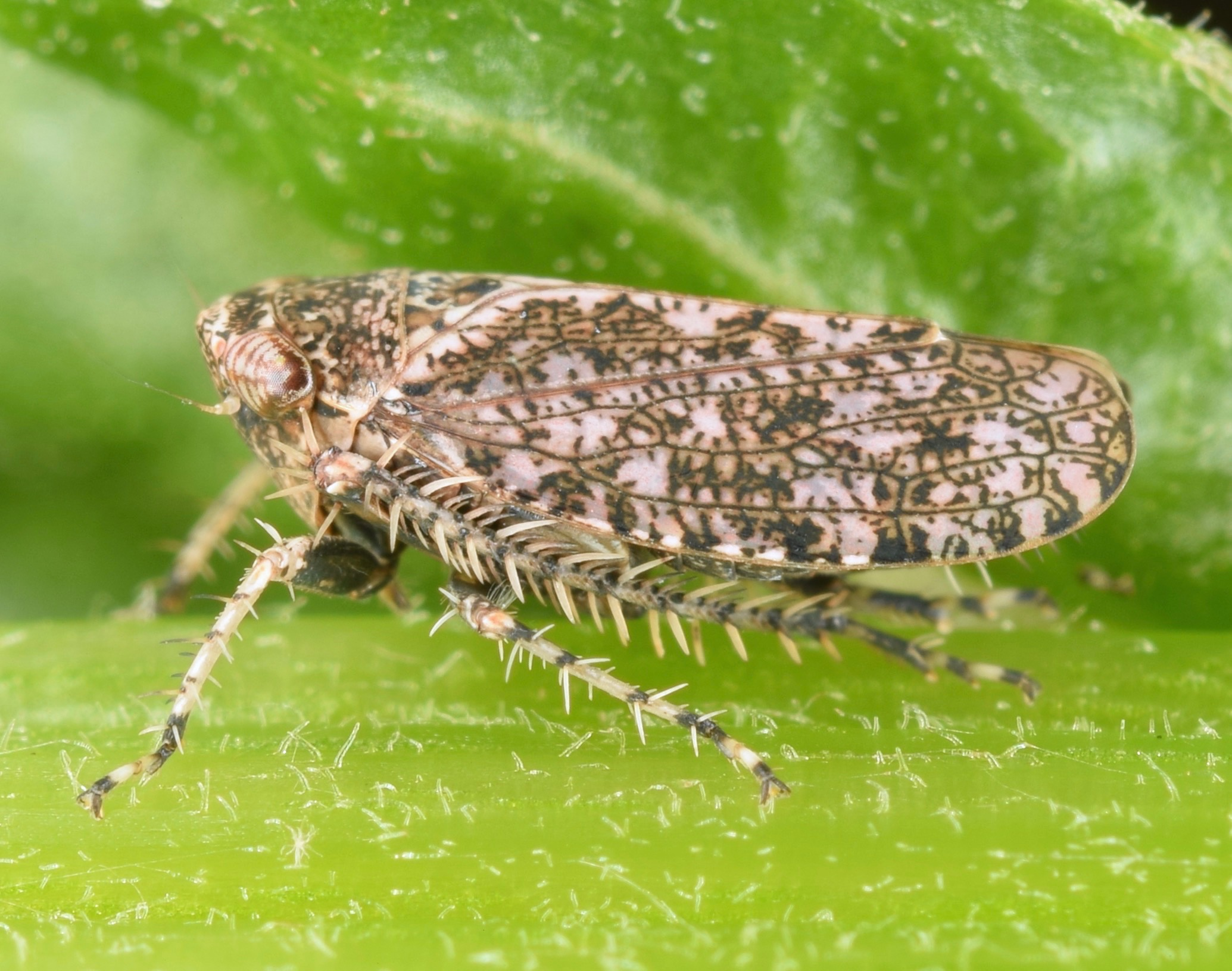
Texananus decorus (Deltocephalinae)
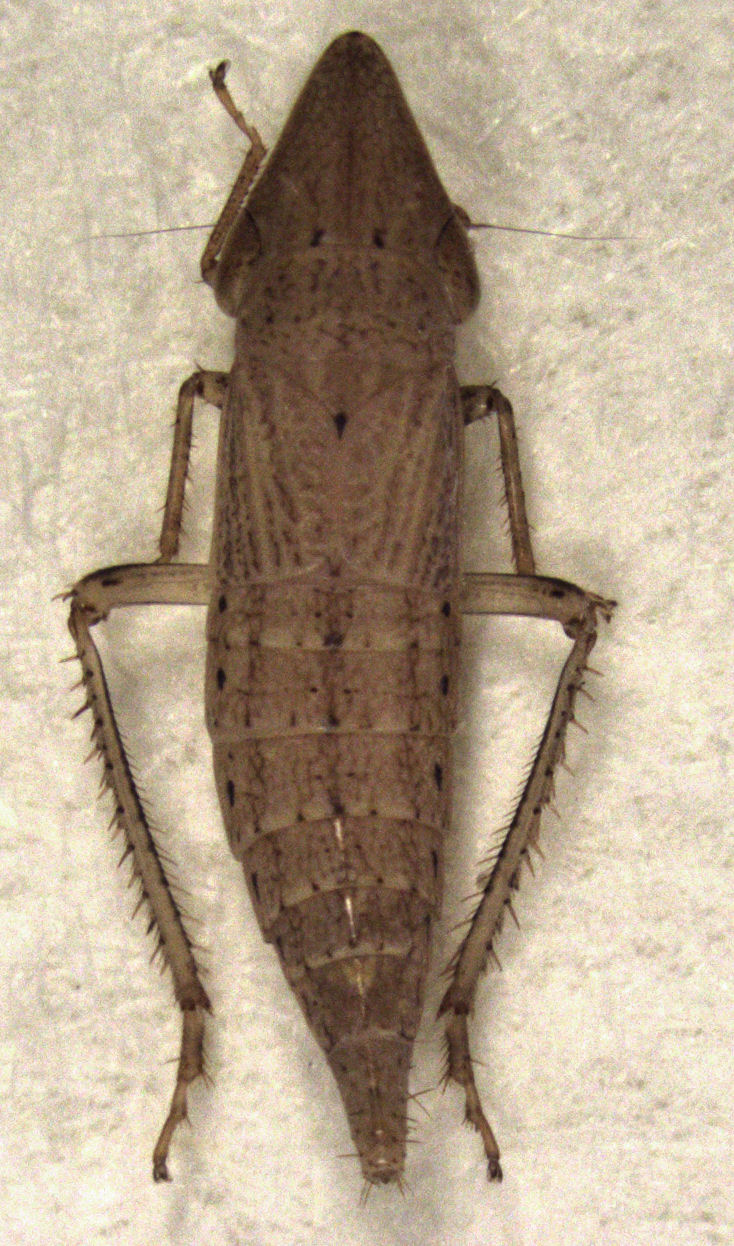
Euacanthella palustris (Euacanthellinae)
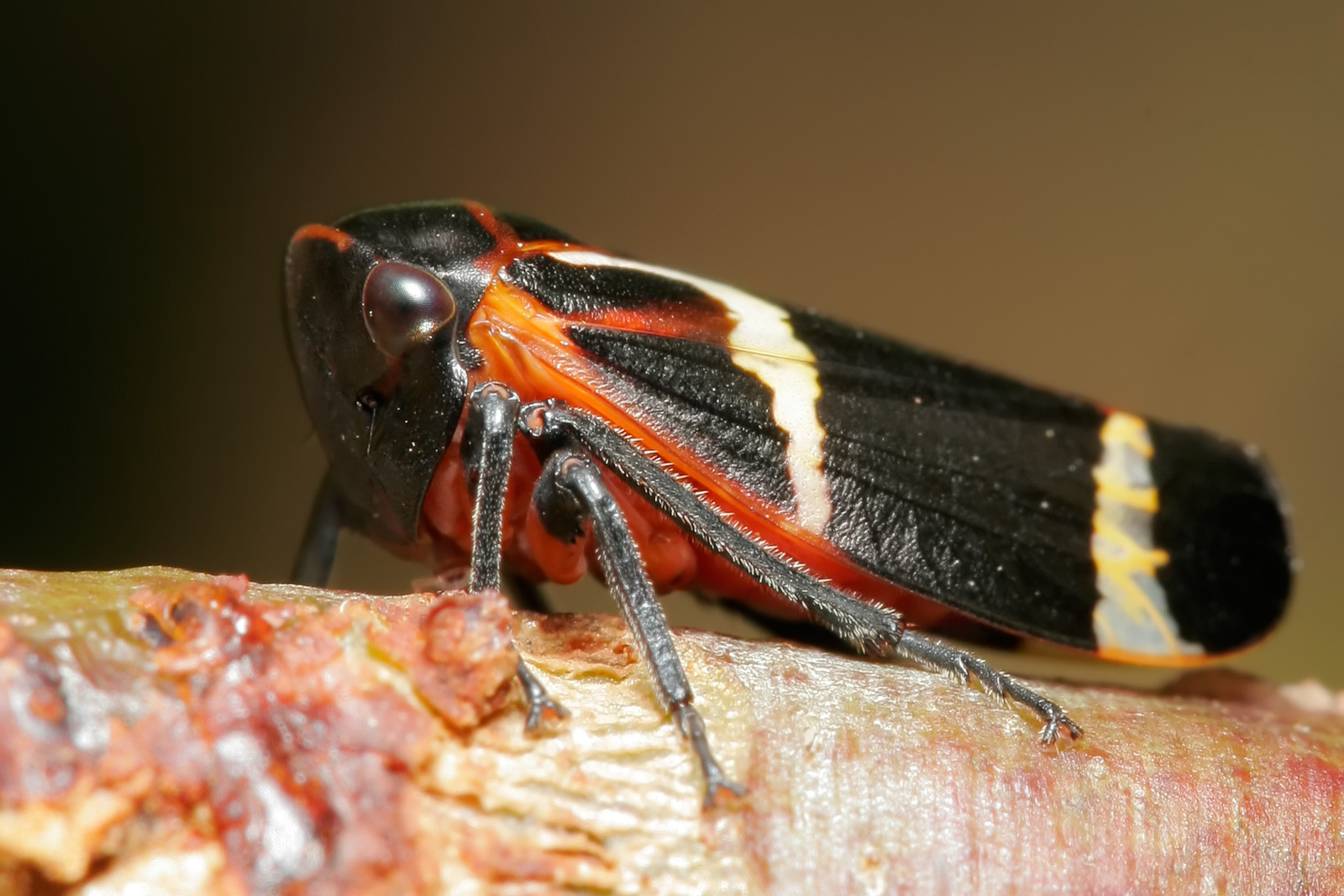
Eurymeloides bicincta, Australia (Eurymelinae)
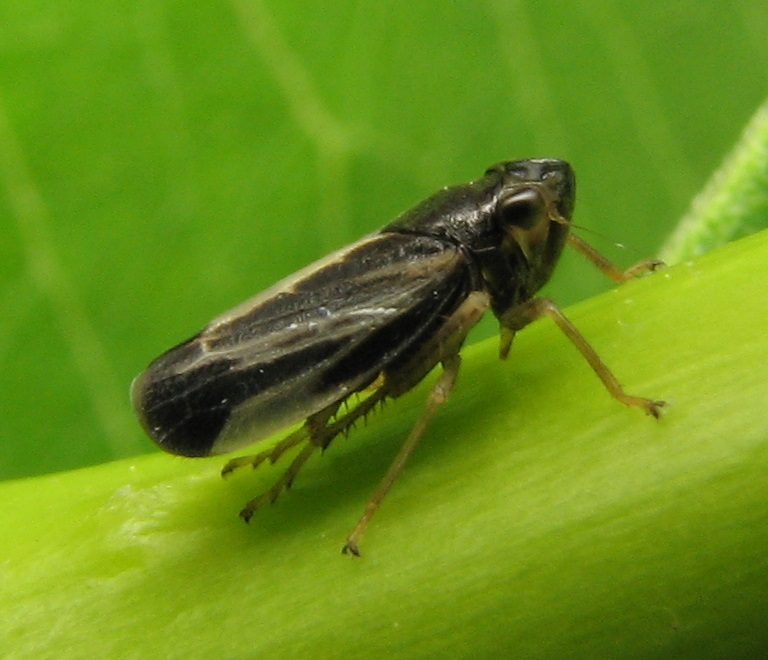
Evacanthus nigramericanus, USA (Evacanthinae)
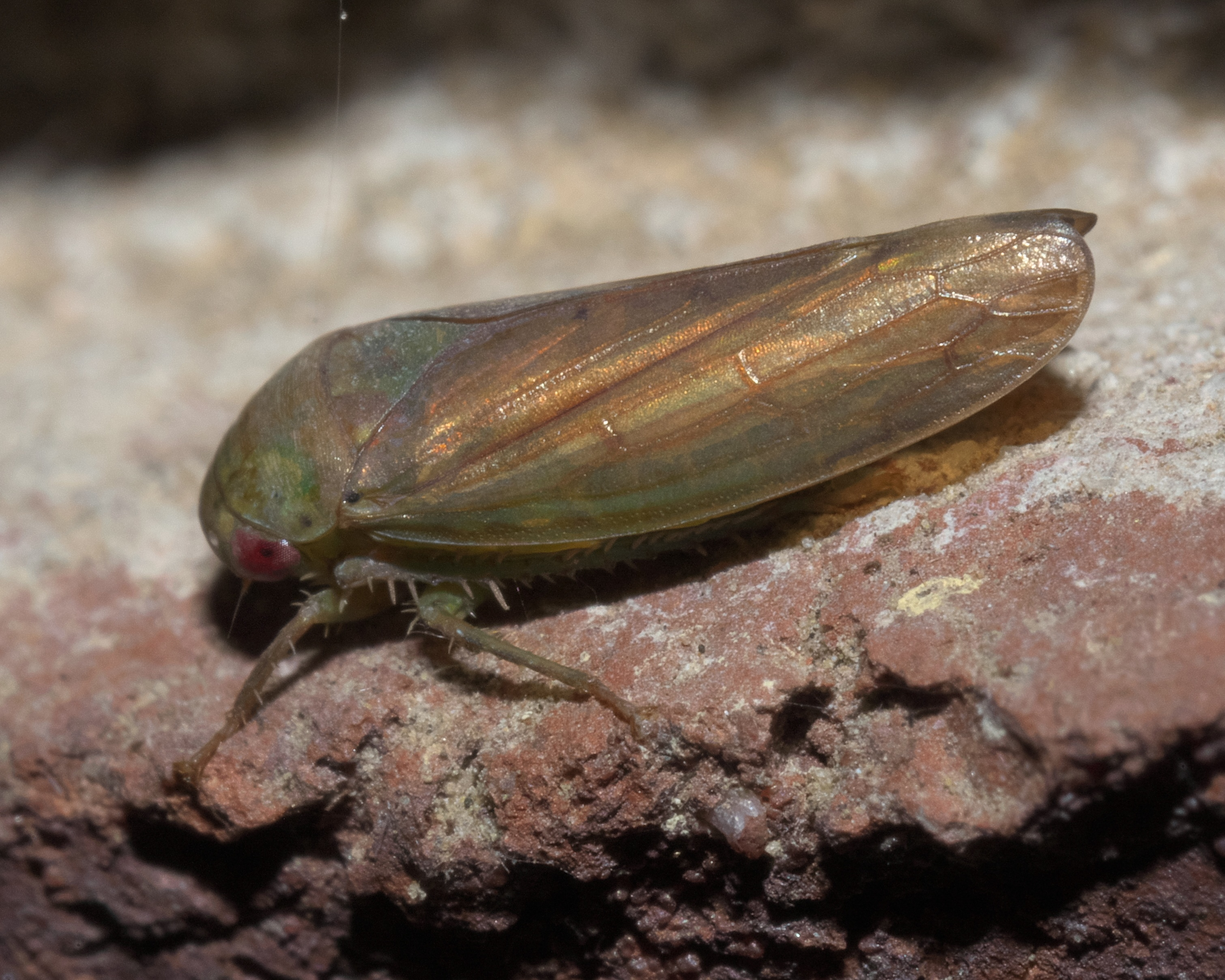
Polana sp., USA (Gyponinae)
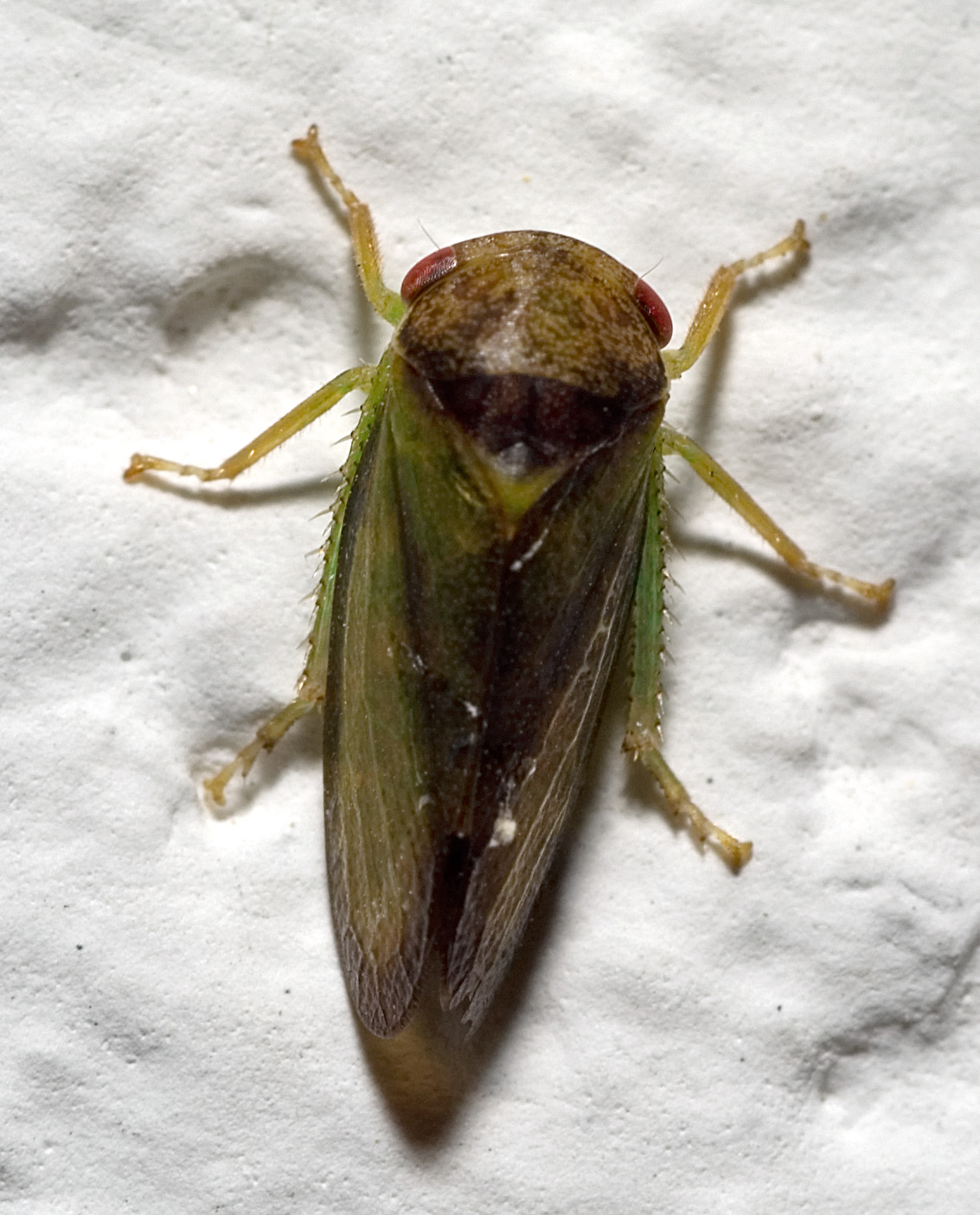
Iassus lanio (Iassinae)
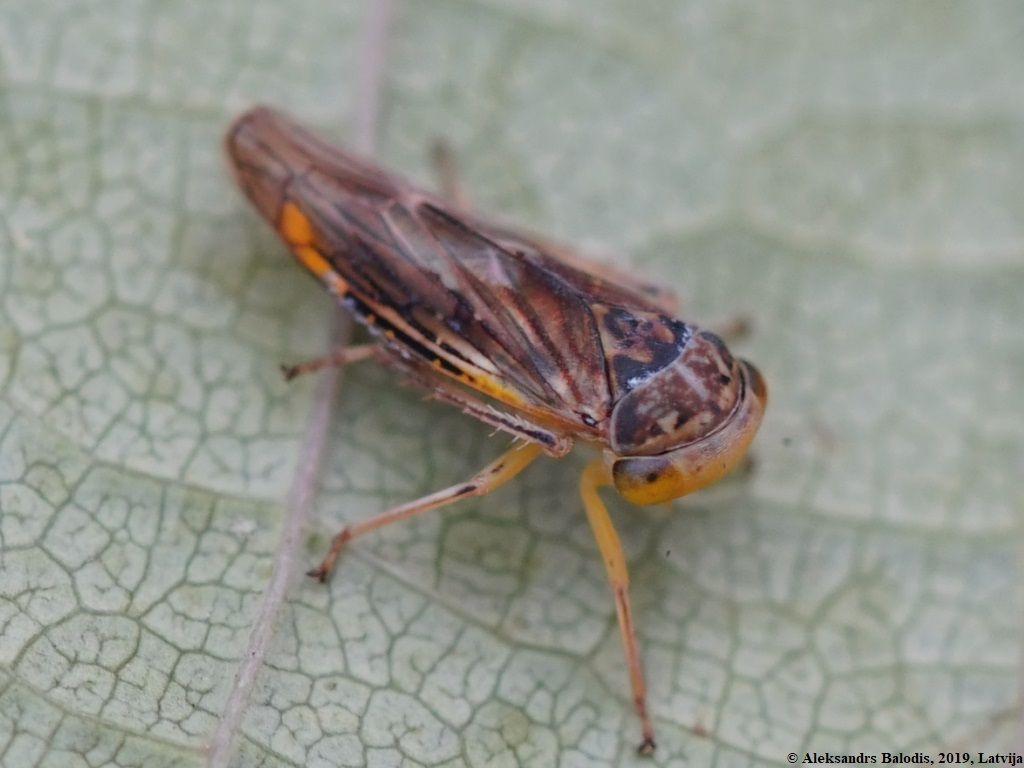
Idiocerus stigmaticalis, Łotwa (Idiocerinae)
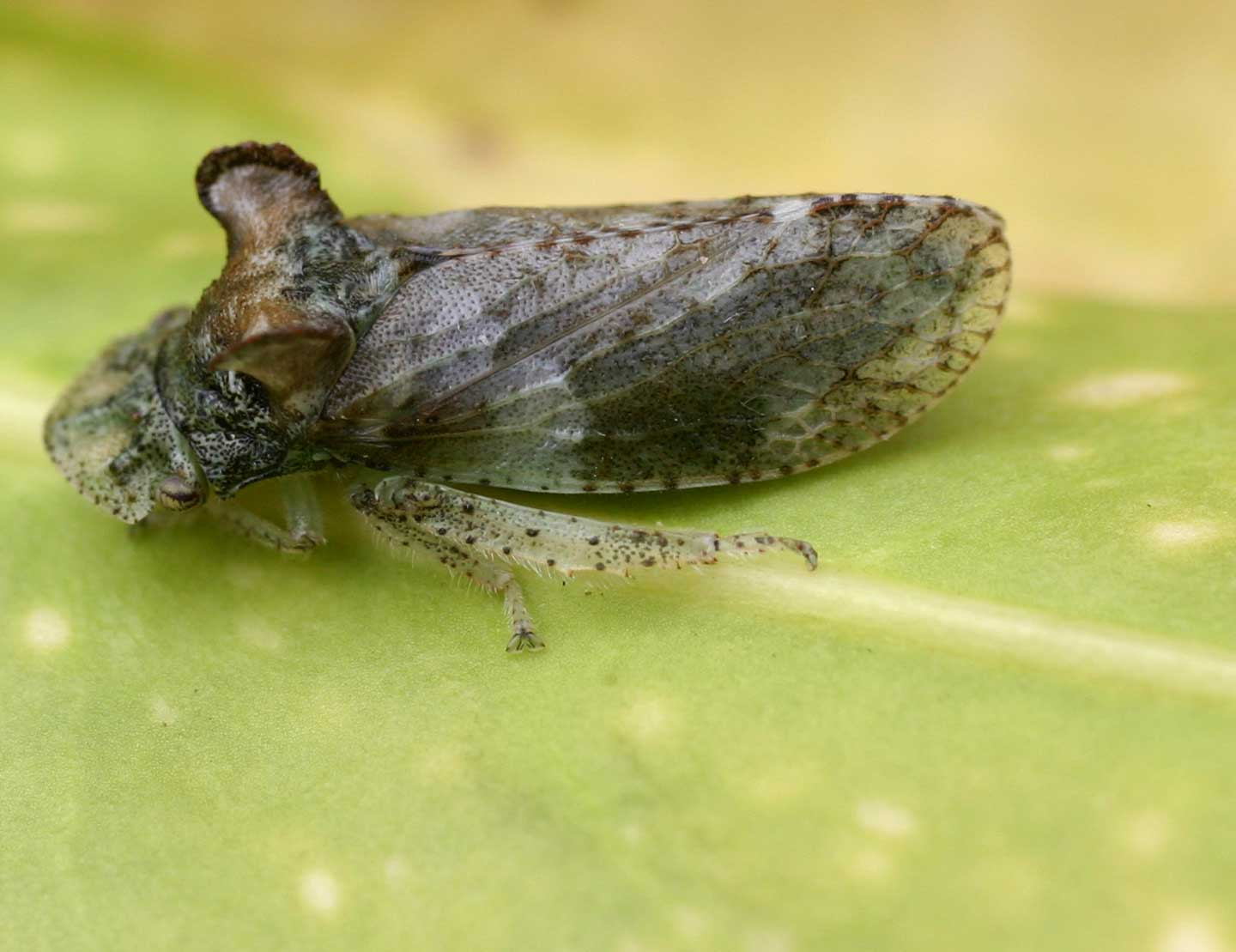
Ledra aurita (Ledrinae)
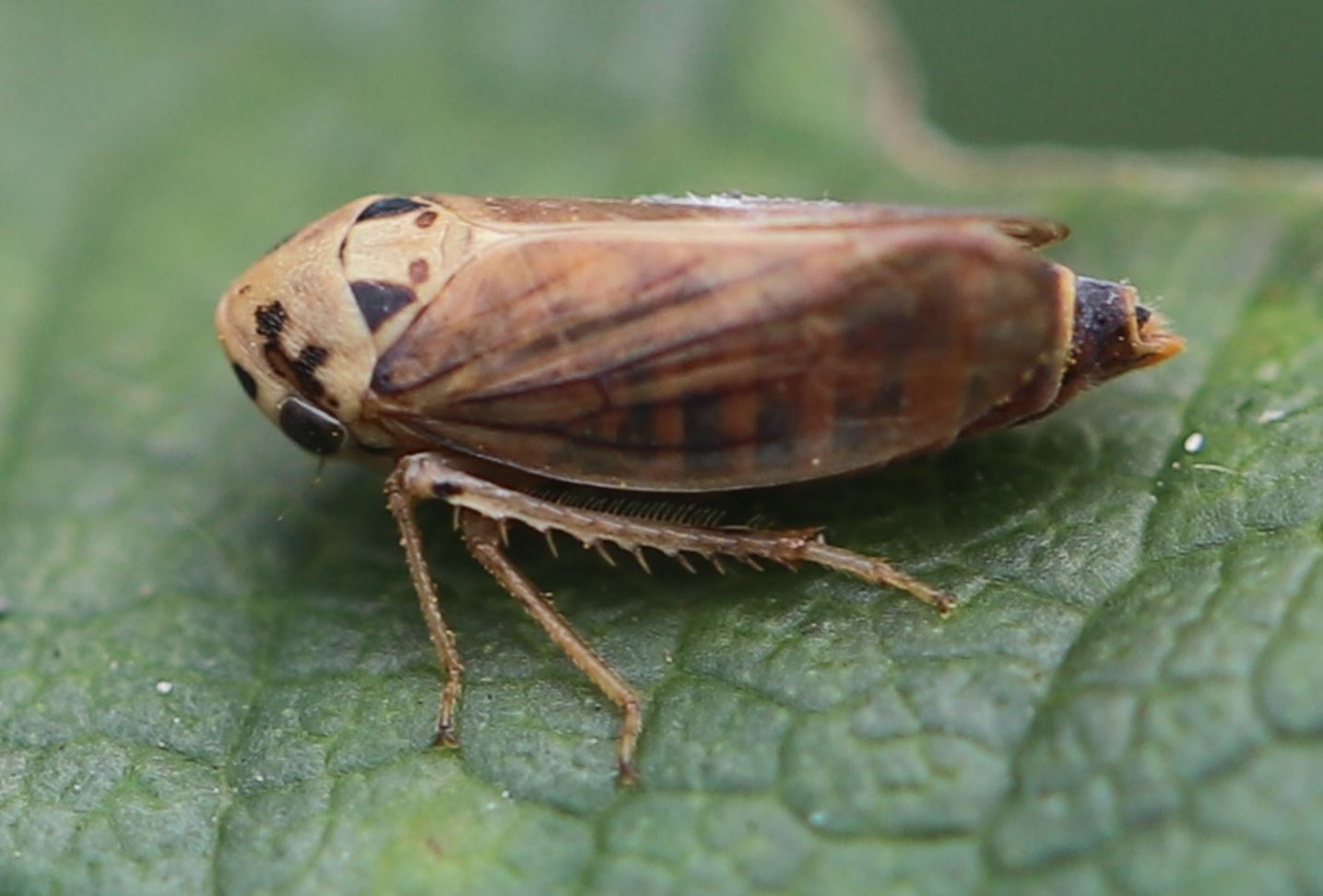
Macropsis fuscula, Niemcy (Macropsinae)
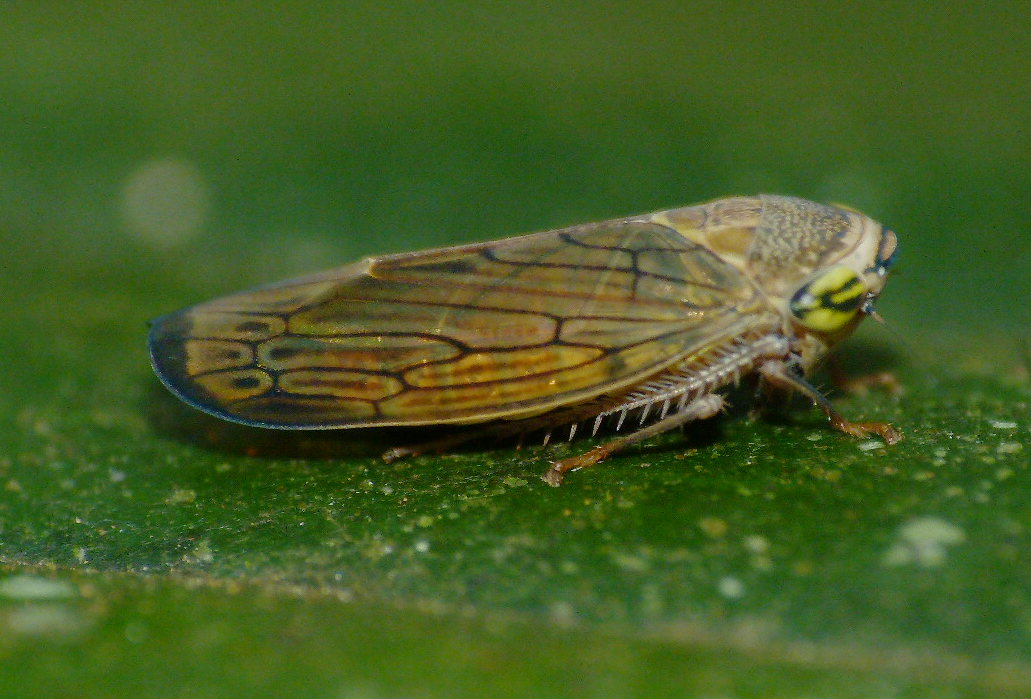
Kutara striata, Indie (Selenocephalinae)
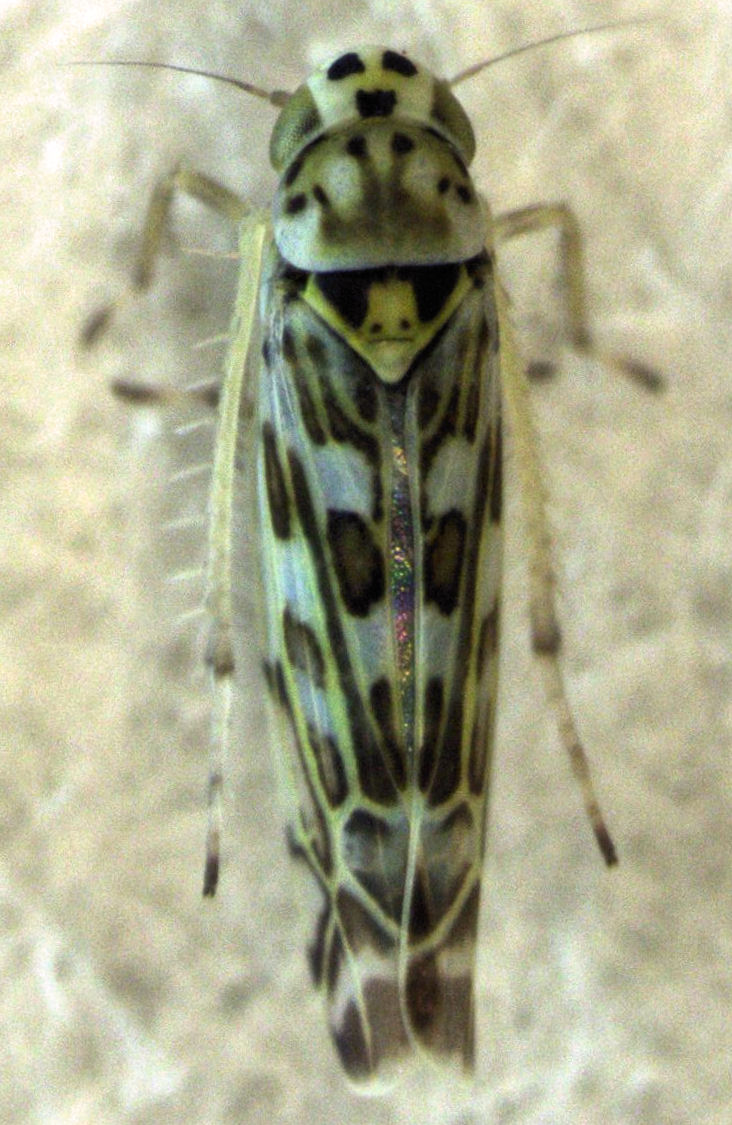
Eupteryx melissae (Typhlocybinae)
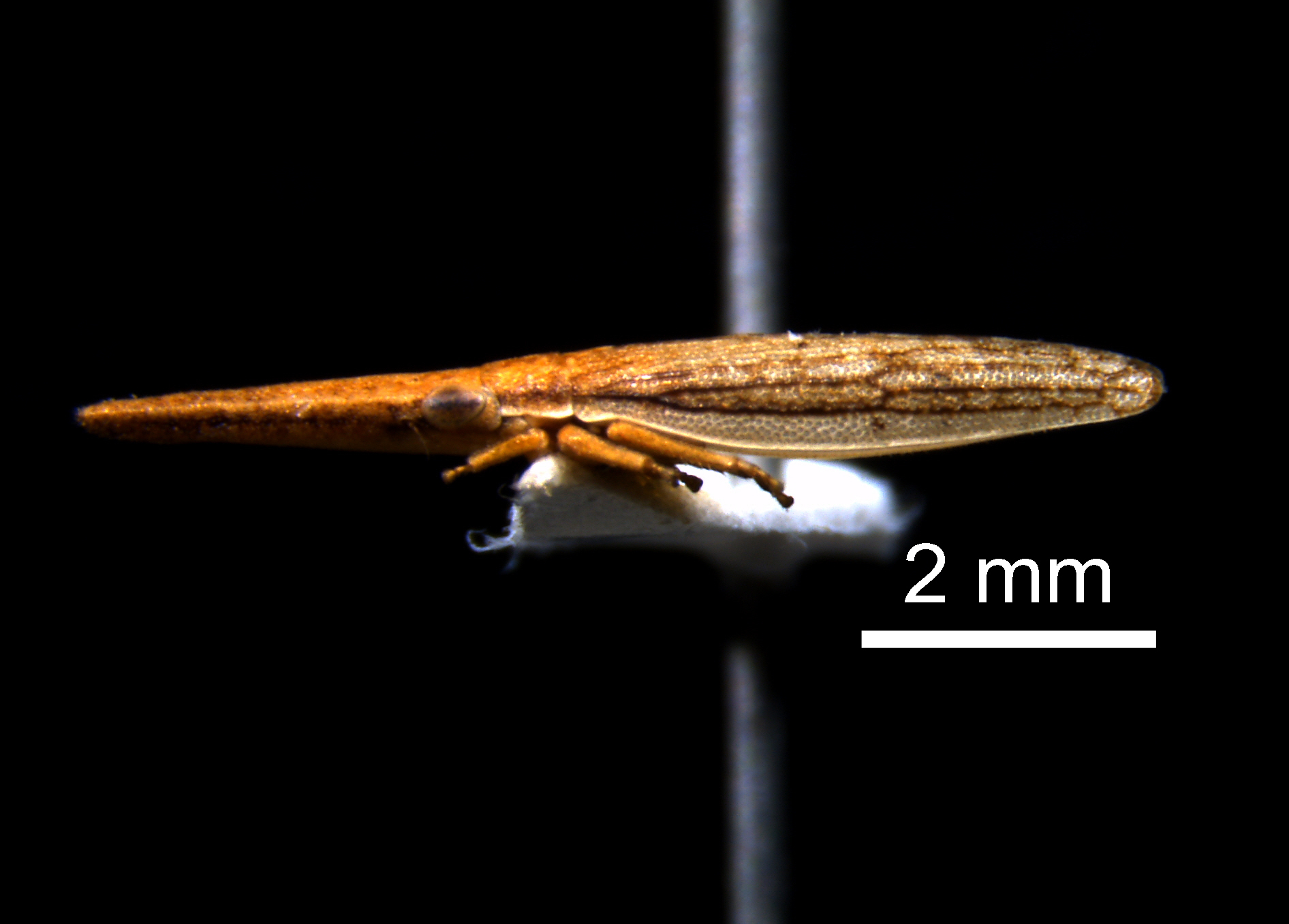
Cephalelus bicoloratus (Ulopinae)